# Магомедов, Наби Гусейнович
Наби Гусейнович Магомедов (род. 1950, СССР) — советский и российский борец вольного стиля, тренер; Мастер спорта СССР, Заслуженный тренер России, Заслуженный работник физической культуры Республики Дагестан. Почётный гражданин города Кизилюрт.

## Биография
Борьбой начал заниматься с 14 лет у Заслуженного тренера СССР А. А. Карапетяна. В 19 лет стал Чемпионом РСФСР среди юношей и молодежи, а вскоре — чемпионом СССР. Представлял спортивное общество «Динамо».
В 1968 году поступил Дагестанский государственный педагогический институт (ныне Дагестанский государственный педагогический университет) на физкультурный факультет. Приехал в Кизилюрт по направлению после окончания вуза. С 1972 года работал в сфере физического воспитания подрастающего поколения: тренером Дагестанского совета ДСО «Спартак»; тренером-преподавателем в ДЮСШ № 1 города Кизилюрт и в спортзале «Локомотив» (с 1998 года); с 2002 года — тренером-преподавателем кизилюртовской ДЮСШ № 2.
За период своей тренерской деятельности Магомедов Н. Г. подготовил более 20 мастеров спорта СССР и России, 27 кандидатов в мастера спорта СССР, 47 спортсменов 1-го разряда. В числе его воспитанников — мастера спорта России: Бабатов Магомедрасул, Джамалов Магомед, Хайбулаев Саид, Гусейнов Махмуд, Абдулмеджидов Анвар, Уцумиев Расул, Исраилов Гамзат, Магомедрасулов Расул, Темирханов Махач, Таймасханов Артур, Омаров Шамиль, Османов Мурад, Гайдаров Шамиль, а также мастер спорта международного класса Джамалов Гасан.